# Malcolm Mitchell
Malcolm Mitchell (Valdosta, 20 luglio 1993) è un giocatore di football americano statunitense che milita nel ruolo di wide receiver per i New England Patriots della National Football League (NFL).

## Biografia

### New England Patriots
Al college, Mitchell giocò a football con i Georgia Bulldogs dal 2011 al 2015. Fu scelto nel corso del quarto giro (112º assoluto) nel Draft NFL 2016 dai New England Patriots. Debuttò come professionista partendo come titolare nella gara del primo turno contro gli Arizona Cardinals ricevendo 2 passaggi per 33 yard dal quarterback Jimmy Garoppolo. Il 20 novembre segnò il primo touchdown su passaggio di Tom Brady, con una ricezione da 56 yard nella vittoria sui San Francisco 49ers. La settimana successiva contro i New York Jets andò a segno per due volte.
Nel corso del Super Bowl LI disputato dai Patriots contro gli Atlanta Falcons e vinto dai primi, ai tempi supplementari (prima volta nella storia del Super Bowl), con il punteggio di 34-28, Mitchell ha effettuato 6 ricezioni per un totale di 70 yard conquistate.

## Palmarès
- American Football Conference Championship: 1

New England Patriots: 2017

## Statistiche
| Partite totali      | 14  |
| Partite da titolare | 6   |
| Ricezioni           | 32  |
| Yard ricevute       | 401 |
| Touchdown           | 4   |

## Palmarès

### Franchigia
- Super Bowl : 1

New England Patriots: LI
- American Football Conference Championship: 1

New England Patriots: 2016